# 木犀草
木犀草（学名：Reseda odorata）为木犀草科木犀草属下的一个种。

## 扩展阅读
- 維基物種上的相關：木犀草